# 円満寺 (海津市)
円満寺（えんまんじ）は岐阜県海津市南濃町庭田にある釈迦如来を本尊とする浄土宗の寺院で、山号は三輪山。
行基が翁から啓示を受けて五又の榧から四仏一菩薩を彫ったのが始まりで、聖武帝の命によりそれを祀る寺を建立したのが始まりであると伝わる。創建時は法相宗であったが、桓武帝の頃に天台宗に改めた。南北朝時代に戦火で焼けるが、天正元年（1573年）に小堂が設けられる。延宝6年（1678年）、浄土宗の広誉厭求が戸田氏信の支援を受けて再建を果たした。その際に禁札を下されている。
平安時代から室町時代にかけての複数の古仏を所蔵し、市指定文化財に指定されているものが複数あったが、令和6年（2024年）1月17日夜に発生した火災により本堂と共に焼失したとみられる。